# EN104
A EN 104 - Estrada do Douro Litoral é uma estrada nacional que integra a rede nacional de estradas de Portugal.
Liga as localidades de Vila do Conde a Santo Tirso.
Esta estrada é o eixo do Ave, ligando as ex-estruturantes N13, N14 e N105.